# Předožábří

Typizovaný předožábrý plž – samec

Předožábří (Prosobranchia, Prosobranchiata) je nepřirozená rozsáhlá skupina plžů, do níž se řadí obecně hlavně mořské druhy s ulitou. Schránka může mít různý tvar, nejčastěji spirálovitě vinutý, ale někdy kuželovitý nebo dokonce trubicovitý. Plášťová dutina se otevírá nejčastěji v přední části těla (poblíž hlavy) a obsahuje osfradia, ktenidia, hypobranchiální žlázu, řitní otvor a nefridiopóry. Hlava často nese tykadla, na jejichž bázi jsou oči. Bývá přítomna svalnatá noha, zatažitelná do ulity, často také nechybí operkulum (víčko, které uzavírá ulitu po retrakci). Někdy mají i radulu.
Do předožábrých patří (patřily) ušeň mořská (Haliotis tuberculata), ostranka jaderská (Murex brandaris), přílipky (např. rod Patella), zavinutec (Cypraea), homolice (Conus), tritonka římská (Charonia lampas) ale i sladkovodní a v České republice žijící bahenka živorodá (Viviparus contectus).
Současné studie se tomuto taxonu již vyhýbají.

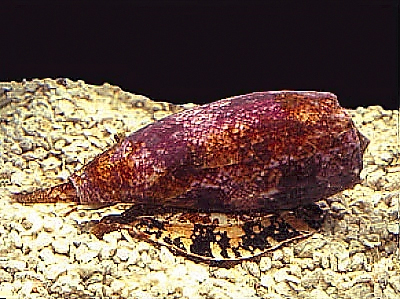
Homolice mapová (Conus geographus)